# Ambastaia
Genre
Ambastaia est un genre de poissons d'eau douce téléostéens de la famille des Botiidae (ordre des Cypriniformes). Il regroupe des espèces originaire d'Asie du Sud-continentale.

## Liste des espèces
Selon World Register of Marine Species (5 août 2023) :
- Ambastaia nigrolineata (Kottelat & Chu, 1987) - espèce type[1]
- Ambastaia sidthimunki (Klausewitz, 1959)

## Galerie

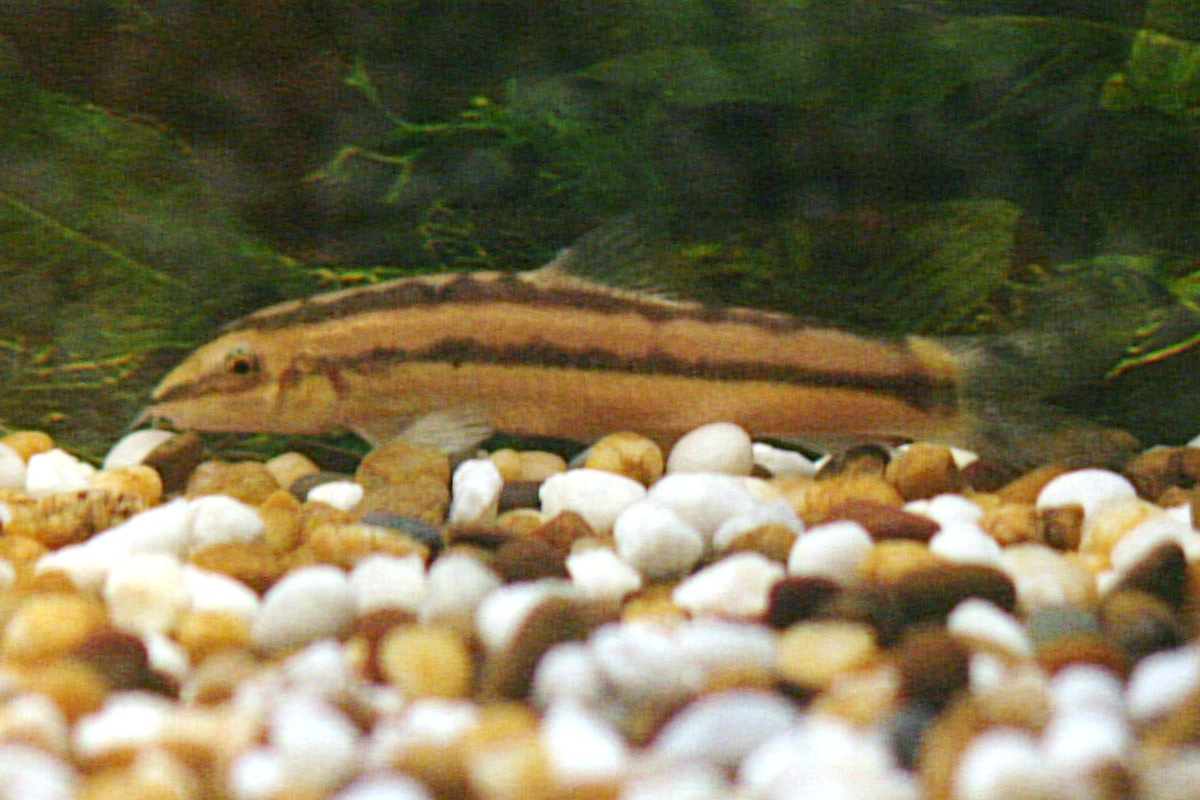
Ambastaia nigrolineata.

## Systématique
Le nom valide complet (avec auteur) de ce taxon est Ambastaia Kottelat, 2012,.

## Étymologie
Le nom générique, Ambastai, fait référence la rivière dont Ptolémée parlait dans son Traité de géographie et qui a été identifié comme étant le 
Mékong dont sont originaires ces espèces,.

## Publication originale
- (en) Maurice Kottelat, « Conspectus Cobitidum: An Inventory of the Loaches of the World (Teleostei: Cypriniformes: Cobitoidei) », The Raffles Bulletin of Zoology, Lee Kong Chian Natural History Museum (d), vol. Supplement No. 26,‎ 28 décembre 2012, p. 1-199 (ISSN 0217-2445 et 2345-7600, lire en ligne).